# Ӭ
Ӭ, ӭ — кирилична літера, 41-ша літера кільдинської саамської абетки, утворена від Э. Позначає звук /*e/ — Е з напівпом'якшенням попереднього приголосного.
До 1927 року займала 38-му позицію в мордовській абетці. Також неофіційно вживалась у російській дореформенній орфографії, зокрема для точнішої передачі французького eu та німецького ö.